# Hrebenîkivka, Trosteaneț
Hrebenîkivka (în ucraineană Гребениківка) este localitatea de reședință a comunei Hrebenîkivka din raionul Trosteaneț, regiunea Sumî, Ucraina.

## Demografie
Componența lingvistică a localității Hrebenîkivka
     Ucraineană (93,18%)
     Rusă (6,35%)
     Alte limbi (0,12%)
Conform recensământului din 2001, majoritatea populației localității Hrebenîkivka era vorbitoare de ucraineană (93,18%), existând în minoritate și vorbitori de rusă (6,35%).